# Пиразолон

3-пиразолон

5-пиразолон

Феназон

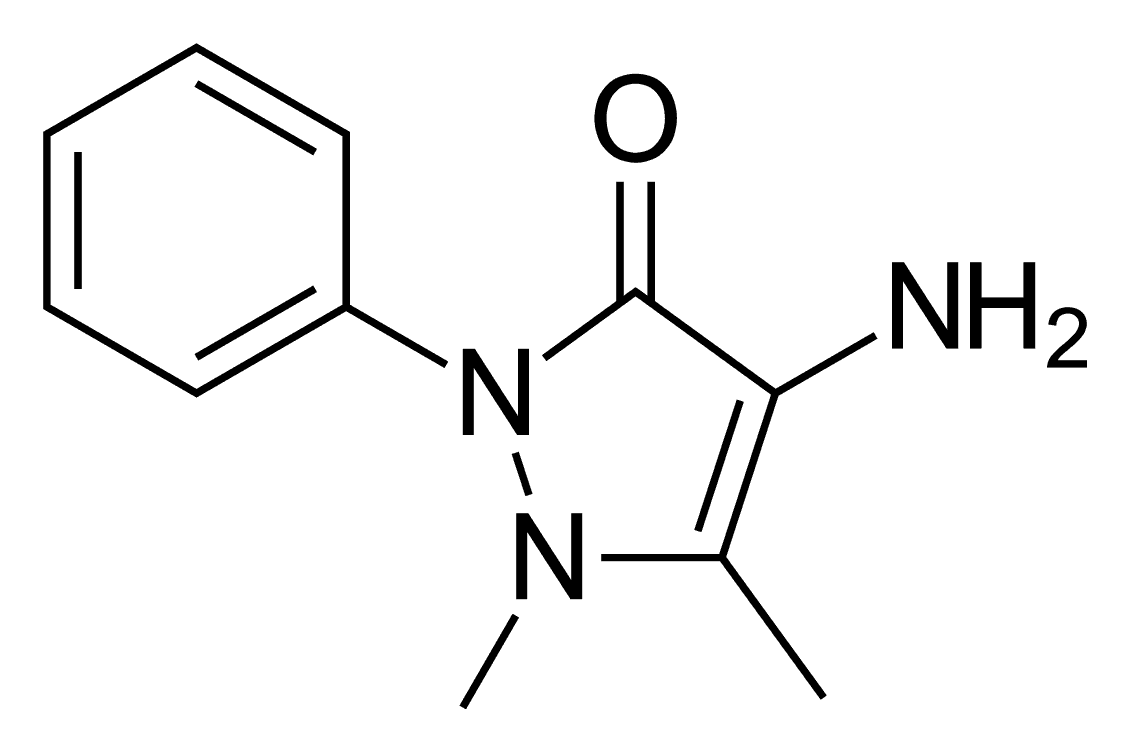
Ампирон

Пиразоло́н (оксипиразо́л) — органическое соединение, пятичленный гетероциклический лактам, производное пиразола, содержащий дополнительно кето-группу. Его молекулярная формула {\displaystyle {\ce {C3H4N2O}}} и молярная масса 84,08. Имеет три теоретически возможных изомера: 3-пиразолон, 4-пиразолон и 5-пиразолон, из которых незамещённые по азоту 3-пиразолон и 5-пиразолон являются таутомерными формами.

## Свойства
4-пиразолон имеет температуру плавления 118—118,5 °C, хорошо растворим в воде и спирте, ограниченно растворим в эфире, плохо растворим в хлороформе и бензоле.
3-пиразолон (5-пиразолон) плавится при температуре 165 °C. Хорошо растворим в воде и этаноле, плохо растворим в эфире и толуоле. 5-пиразолон конденсируется с альдегидами и кетонами, при взаимодействии с нитрозосоединениями образует азометиновые соединения, нитруется, сульфируется и галогенируется.

## Получение
Получают 5-пиразолон при взаимодействии этилового эфира b-оксопропионовой кислоты с гидразином.

## Применение
Получено большое число производных 5-пиразолона. Они используются в качестве:
- Лекарственных средств (например, феназон, анальгин, фенилбутазон, амидопирин и др).
- Азометиновых красителей.
- Аналитических реагентов для выделения и разделения Pt, Ag, Cu, Zn и др.
- Экстрагентов в аналитической химии.
- Реагентов и ингибиторов коррозии.